# Mírame (álbum de Marbella Corella)
Mírame —es el álbum de estudio debut de la cantante mexicana Marbella Corella. Éste fue lanzado por el sello Warner Music en México en el año 2007. 
El álbum contiene dieciséis temas, los cuales son recopilatorios durante la estancia de Marbella en el reality show La Academia de Televisión Azteca, donde obtuvo el tercer lugar de la competencia; además se incluye un DVD con la presentación de los temas.
Dentro del álbum se pueden encontrar varios géneros que van desde la balada romántica, pop y ranchera mexicana. De esta producción discográfica se desprende el único sencillo «Mírame (atrévete)» el cual es un cover del dúo Sentidos Opuestos. También se incluyen los temas «Candela», «Que bello» y «Ojos así», las versiones «De contrabando» y «Culpable o inocente» interpretados también por Jenni Rivera, tres temas de Selena Quintanilla: «Como la flor», «No me queda mas y «El chico del apartamento 512», las baladas románticas: «Si quieres verme llorar», «El dolor de tu presencia», «Sin él» y «Mi problema» los dos últimos interpretados por la cantante Marisela, y por último tres temas rancheros: «Échame a mí la culpa», «Inocente pobre amiga» y «Es demasiado tarde».
El álbum "Mírame" logró vender más de 30, 000 copias en México y situar está producción dentro del Top 50 de los discos más vendidos del país, según datos de AMPROFON.

## Lista de canciones

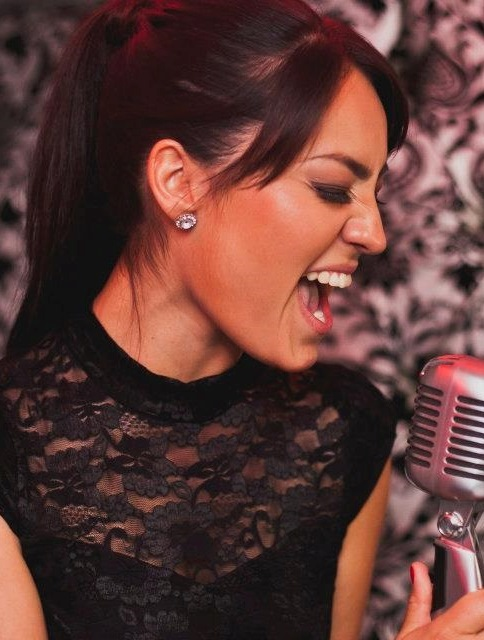
Marbella Corella en 2013.

| N.º de la Canción | Título                       | Autores                                                 | Duración |
| ----------------- | ---------------------------- | ------------------------------------------------------- | -------- |
| 01                | De contrabando               | (José Manuel Figueroa)                                  | 4:10     |
| 02                | Sin él                       | (Marco Antonio Solís)                                   | 3:05     |
| 03                | Que bello                    |                                                         | 3:02     |
| 04                | Ojos así                     | (Shakira Mebarak)                                       | 3:59     |
| 05                | Mírame (atrévete)            |                                                         | 3:20     |
| 06                | Es demasiado tarde           | (Ana Gabriel)                                           | 4:36     |
| 07                | Como la flor                 | (Selena Quintanilla/Abraham Quintanilla III/Ricky Vela) | 4:30     |
| 08                | Si quieres verme llorar      | (Johnny Herrera)                                        | 3:53     |
| 09                | Mi problema                  | (Aníbal Pastor)                                         | 3:50     |
| 10                | Inocente pobre amiga         | (Alberto Aguilera Valadez)                              | 3:44     |
| 11                | No me queda más              | (Ricky Vela)                                            | 3:22     |
| 12                | Culpable o inocente          | (Camilo Blanes)                                         | 3:32     |
| 13                | El dolor de tu presencia     | (Rudy Pérez)                                            | 3:14     |
| 14                | El chico del apartamento 512 | (Ricky Vela/A.B. Quintanilla III)                       | 4:18     |
| 15                | Candela                      |                                                         | 3:53     |
| 16                | Échame a mí la culpa         | (José Ángel Espinoza "Ferrusquilla")                    | 3:31     |